# Rio Calul (Bistriţa)
O Rio Calul é um rio da Romênia, afluente do Bistriţa, localizado no distrito de Neamţ.